# Kőműves Imre (költő)
Kőműves Imre, 1932-ig Kohn (Somogyszil, 1904. május 16. – Bruck an der Leitha, 1945. január) magyar költő, műfordító.

## Élete
Kohn Lipót szabósegéd és Velis Emma fia. Verseit több folyóirat és napilap közölte, mint a Nyugat, a Szép Szó, a Válasz és a Népszava. Első kötetét Radnóti Miklós bírálta a Nyugat irodalmi folyóiratban. Költészetét halk hangulatok, csiszolt formák jellemzik költészetét. Számos francia költőt fordított magyarra. Éjszakai árnyék című verseskönyvét elismeréssel fogadta a kritika. Munkatáborban vesztette életét.

## Magánélete
Első házastársa Toldi Erzsébet Mária női fodrász volt, akivel 1929. május 26-án kötött házasságot, ám 1933-ban elvált tőle. Második felesége Reschofszky Blanka volt. Második feleségétől született fia, Péter 1945 februárjában három hónapos korában életét vesztette.

## Művei
- Éjszakai árnyék (versek, Budapest, 1937)
- Délután (versek, Budapest, 1942). Tartalmazza Guillaume Apollinaire, Francis Jammes, Victor Hugo, Jean Cocteau és Maurice Maeterlinck-fordításait is.